# Districte congressual
Un districte congressual és una entitat territorial constituent que tria un sol membre del Congrés. Entre els països que tenen districtes congressuals hi ha els Estats Units, les Filipines i el Japó. Un districte congressual es basa en la població, la qual, en el cas dels Estats Units, es pren amb les dades dels censos fets cada deu anys.

## Estats Units
Hi ha 435 districtes congressuals en la Cambra de Representants dels Estats Units, cada un representant al voltant de 711.000 persones. L'Oficina del Cens dels Estats Units, dins del Departament de Comerç dels Estats Units, realitza els censos cada deu anys, les dades dels quals són usades per determinar els districtes congressuals dins de cada estat.